# Yucca filamentosa subsp. smalliana
Yucca filamentosa subsp. smalliana (englischer Trivialname „Fernald’s Narrow Leaf Yucca“) ist eine Unterart der Fädigen Palmlilie (Yucca filamentosa) in der Familie der Spargelgewächse (Asparagaceae).

## Beschreibung

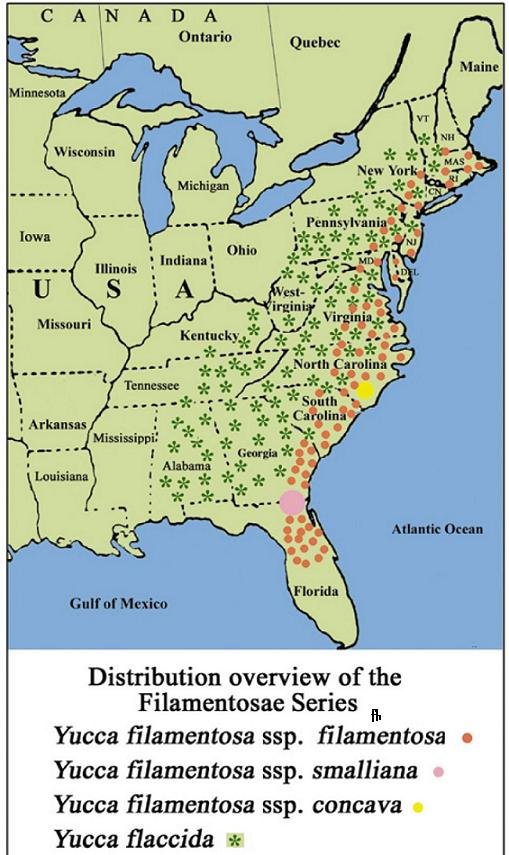
Yucca Filamentosae Serie Verbreitungsgebiet im Osten der USA

Yucca filamentosa subsp. smalliana wächst solitär oder in kleinen Kolonien. Typisch sind die schmalen, blaugrünen Laubblätter mit feinen Randfasern. Sie sind 20 bis 40 cm lang und 1,5 bis 3 cm breit. Der weit über den Blättern beginnende, verzweigte Blütenstand wird 1,5 bis 3 Meter hoch. Die hängenden, glockenförmigen, weißen Blüten weisen eine Länge und einen Durchmesser von 2 bis 4 cm auf. Die Blütezeit ist von Mai bis Juni.
Yucca filamentosa subsp. smalliana ist in Mitteleuropa mit Schutz in den Wintermonaten frosthart bis −15 °C. Die Unterart ist in Sammlungen selten.

## Vorkommen
Yucca filamentosa subsp. smalliana ist in den Staaten Florida und Georgia in Ebenen in Sanddünen und Grasland verbreitet.

## Systematik
Die gültige Beschreibung durch Fritz Hochstätter unter dem Namen Yucca filamentosa subsp. smalliana ist 2001 veröffentlicht worden.
Synonyme sind Yucca smalliana Fernald 1944, Yucca filamentosa var. smalliana H.E.Ahles 1964 und Yucca flaccida var. smalliana D.B.Ward 2004

## Bilder
Yucca filamentosa subsp. smalliana:

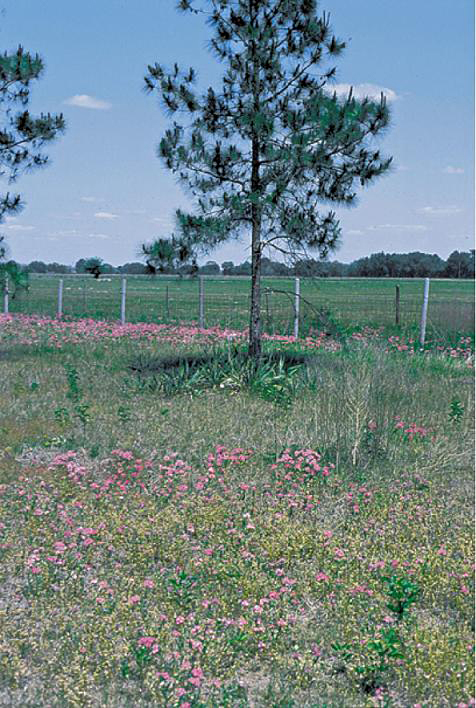
In Grasland in Florida